# Šklendrovec
Šklendrovec – wieś w Słowenii, w gminie Zagorje ob Savi. W 2018 roku liczyła 178 mieszkańców.